# Melatín
Melatín je potok v okresech Brno-venkov a Brno-město, dlouhý 5,3 km.
Pramení v lesích na území Bílovic nad Svitavou poblíž lokality U Buku (Tomečkova studánka a studánka J. Doležala) a teče na jih až jihovýchod hlubokým údolím, kterým vede stejnojmenná lesní cesta. Částí toku tvoří hranici města Brna (část Soběšice). Poté, co přijme zprava přítok Soběšického potoka, obrací se k východu a vtéká do zástavby Bílovic. V jejich středu se vlévá zprava do Svitavy, téměř naproti ústí Časnýře.